# 井原町
井原町（いばらちょう）は、岡山県井原市にある地名である。同市の市役所所在地。かつての後月郡井原村（のち井原町）に相当する。近世には旗本池田両家の陣屋町として栄え、明治時代には後月郡の郡役所所在地でもあった。
郵便番号は715-0019（井原郵便局管区）。人口は5050人（男性2323人、女性2727人）。世帯数は2091世帯（2014年4月現在）。

## 概要
井原市の中心地区であり、市役所をはじめ公的機関が集中する。古くは後月郡井原村と称した。小田川西岸に沿って町並をつくり、猪原、清迫、岩野、向町、新町、本町、中町、下町、倉掛、夏目などの地区がある。
江戸時代、井原陣屋の陣屋町として栄たかつての東城往来（井原往来、笠岡往来）沿いには井原町商店街があり商業も盛んであるが、モータリゼーションの発達により商店の郊外進出が相次いでいる。
国道313号、国道486号、岡山県道34号笠岡井原線が当地で交錯し、道路交通の要衝となっている。また南隣の井原市七日市町には井原鉄道井原線井原駅がある。

## 沿革

### 歴史
『和名抄』に載る後月郡足次郷に属したといわれ、のちに荘園の井原庄に属したとされる。足利氏に所縁の深かった土地で、古刹善福寺の縁起に、同寺所在地には足利義氏（足利尊氏より5代前）の居館があったが、将軍足利義満により寺院に改められた旨が記されている。
戦国時代には大内氏の勢力がこの地にまで進出し、その属将岡崎藤兵衛信基が井原の横手山城に拠った。ついて毛利氏の勢力に変わったが、1600年（慶長5年）9月の関ヶ原の戦い後、井原村は徳川幕府領となる。
1614年（慶長19年）、松山藩主池田長幸の采地に移ったが、1642年（寛永16年）、2代長常に嗣子が無かったため除封される。そのあと長常の妾腹の子である池田修理に1,000石を与えてを継がせ、1642年（寛永19年）、井原村に陣屋（井原陣屋）を設け、旗本領として采地を管理（井原知行所）した。その後、1656年 （明暦2年）に修理の弟池田弾正利重に井原村内の300石を分けて分家をつくり、無陣屋で井原陣屋に委託し管理した（この領地も前述と同じく井原知行所と呼ばれる）。『備中村鑑』に載る両池田家の所領は、池田修理 井原陣屋 630石5斗8升6合3匁 井原村、226石1斗2合 片塚村、代官大津寄忠右衛門、同所介、同吉郎兵衛、同為之介。池田弾正 陣屋なし 井原へ御頼 157石4斗9升5合 井原村、226石1升2合 宇戸川村、27石4斗8升7合 梶江村、とある。
南隣の七日市村で山陽道が東西に通り、笠岡から東城を結ぶ街道の東城往来（井原往来、笠岡往来）が七日市で山陽道と交差し、井原村内を南北に通過していたため、井原村は陣屋町としてだけでなく交通の要衝としても繁栄、現在の井原町商店街の基礎がこの頃できる。井原陣屋は、東城往来（井原町商店街）付近の現在の井原市立井原小学校あたりにあった。
また、井原村内や周辺の村々は綿花の栽培が盛んになり、木綿製品の製造も盛んに行われた。それらの綿花や木綿製品の集散地ともなり、裕福な商家も存在していた。これは、現代において井原市は繊維産業が盛んであることの由来でもある。
旗本池田両家の支配は明治維新まで続き、当家からは幕末に外交使節として渡欧した池田筑後守長発を輩出した。
1889年（明治22年）6月1日、町村制実施にあたり旧来の後月郡井原村の地域で同郡井原村とし、役場を設けた。1896年（明治29年）2月26日、町制を実施し、井原町へ改称。
1900年（明治33年）3月、郡制実施により、後月郡の郡役所が井原町内に置かれ、郡役所所在地として行政面で、また産業・経済・教育の面においても周辺地域の中心として発展を続けた。
山陽鉄道（現在のJR山陽本線）が海岸線に沿って設置されたため、当時は交通運輸において不満が多かったが、1913年（大正2年）11月16日に笠岡駅と井原を結ぶ私鉄の井原笠岡軽便鉄道（のちの井笠鉄道）本線が開通した。その後、1971年（昭和46年）3月に廃線になるまで周辺の発展に寄与した。
1942年（昭和17年）4月1日、西隣の出部村を編入。1953年（昭和28年）4月1日、井原町は後月郡高屋町、西江原町、荏原村、県主村、木之子村、山野上村、青野村、小田郡大江村、稲倉村の9町村と合併して市制を施行し、井原市を新設して市役所を井原町に置いた。
近現代では織物、洋服、生糸などの繊維業、自動車部品などの機械製造業、および米・かんしょ・タバコ・イグサ・ハッカ・モモの生産を主要産物としたが、農業においては衰退気味、また繊維業も一部の有力企業以外は衰退気味である。
井笠鉄道廃止以来、当地の公共交通はバス輸送に頼っていたが、南隣の七日市町に1999年（平成11年）1月11日に井原鉄道井原線が開通し、同所に井原駅が開業し、鉄道旅客輸送が復活した。

### 年表
| 年                 | 月日     | 出来事 | 備考     | 出典  |
| ------------------ | -------- | --- | -------- | ----- |
| 1600年（慶長5年）  |          | 江戸幕府直轄地となる。 |          |       |
| 1639年（寛永16年） |          | 旗本池田氏の領地（井原知行所）となる。 |          |       |
| 1656年（明暦2年）  |          | 井原村の一部が旗本池田分家の領地となる。 |          |       |
| 1889年（明治22年） | 6月1日   | 町村制施行により、後月郡井原村の地域をもって同郡井原村とし、役場が設置される。                                                                        |          |       |
| 1896年（明治29年） | 2月26日  | 町制を実施し、井原町へ改称。 |          |       |
| 1900年（明治33年） | 3月      | 郡制実施により、後月郡の郡役所が置かれる。 |          |       |
| 1912年（大正元年） | 11月     | 井原電気により井原町に電灯がつく。 |          |       |
| 1913年（大正2年）  | 11月16日 | 井笠鉄道本線が開通、井原駅が開業。 |          |       |
| 1942年（昭和17年） | 4月1日   | 後月郡出部村と新設合併。 | 新設合併 |       |
| 1950年（昭和25年） | 6月1日   | 笹井地区を後月郡木之子村に編入。 | 分離     | [ 5 ] |
| 1953年（昭和28年） | 4月1日   | 後月郡井原町、高屋町、西江原町、荏原村、県主村、木之子村、山野上村、青野村、小田郡大江村、稲倉村の10町村が合併。 井原市を新設、市役所を井原町に設置。 | 新設合併 |       |
| 1971年（昭和46年） | 3月31日  | 井笠鉄道が鉄道業務から撤退し廃線となる（バス事業は継続）。                                                                                            |          |       |
| 1999年（平成11年） | 1月11日  | 南隣の七日市町に井原鉄道井原線が開通し、同所に井原駅が開業。                                                                                          |          |       |

## 地勢
山岳
- 経ヶ丸山
- 横手山（井原富士）

河川
- 小田川

## 主要施設

### 公的施設
- 井原市役所
- 井原図書館
- 井原市民会館
- 井原市立田中美術館

### 教育施設
- 岡山県立井原高等学校
  - 北校地（本校）
  - 南校地
- 井原市立高等学校
- 井原市立井原小学校
- 井原市立井原幼稚園

### 医療・福祉施設
- 井原市立井原保育園
- まいづる保育園
- 井原市立井原市民病院
- 小田病院
- 井原市立総合福祉センター
- 井原市立青少年育成センター
- 菅病院
- 井原市立医師会館

### 郵便局・金融機関
- 井原中町郵便局
- 中国銀行
- 広島銀行
- 笠岡信用組合

### 交通機関
- 井原バスセンター

### 一般企業・商店
- 晴れの国岡山農業協同組合井原支店
  - 井原農機センター
- タカヤ
- 瀧本酒造
- 鳥越紡機
- ハローズ
- 井原放送
- NTT西日本井原電話交換所
- 井原町商店街
- ハート

### 公園・緑地
- 井原堤
- 倉掛公園
- 田中苑

## 寺社等

### 神社仏閣
- 足次山神社 - 延喜式内社の論社
- 荒神社
- 皇太子神社
- 井森神社
- 石鎚神社
- 荒神社
- 伏見井原稲荷神社
- 善福寺
- 總持院
- 常楽寺
- 常念寺
- 妙典寺
- 長徳寺
- 郷照寺
- 安楽寺
- 光普院

### 史跡
- 井原陣屋跡
- 横手山城跡

## 交通

### 鉄道
井原鉄道井原線が井原市を東西に貫き、井原町の最寄駅となる井原駅は、井原市七日市町にある。

### 道路
- 国道313号
- 国道486号
- 岡山県道34号笠岡井原線
- 岡山県道166号美袋井原線

### 旧街道
- 東城往来（井原往来、笠岡往来）

## 電気
才賀藤吉が1911年（明治44年）8月に事業許可を受け、1912年（明治45年）1月に井原電気を設立した。発電所を井原町字竹堂（瓦斯力、出力30kw）に建設し、1912年（大正元年）11月に事業開始した。供給区域は後月郡井原町、西江原村、高屋村、出部村、木ノ子村、芳井村。1922年（大正11年）1月に矢掛電燈と対等合併し備中電気を設立した。